# NASCAR Hall of Fame

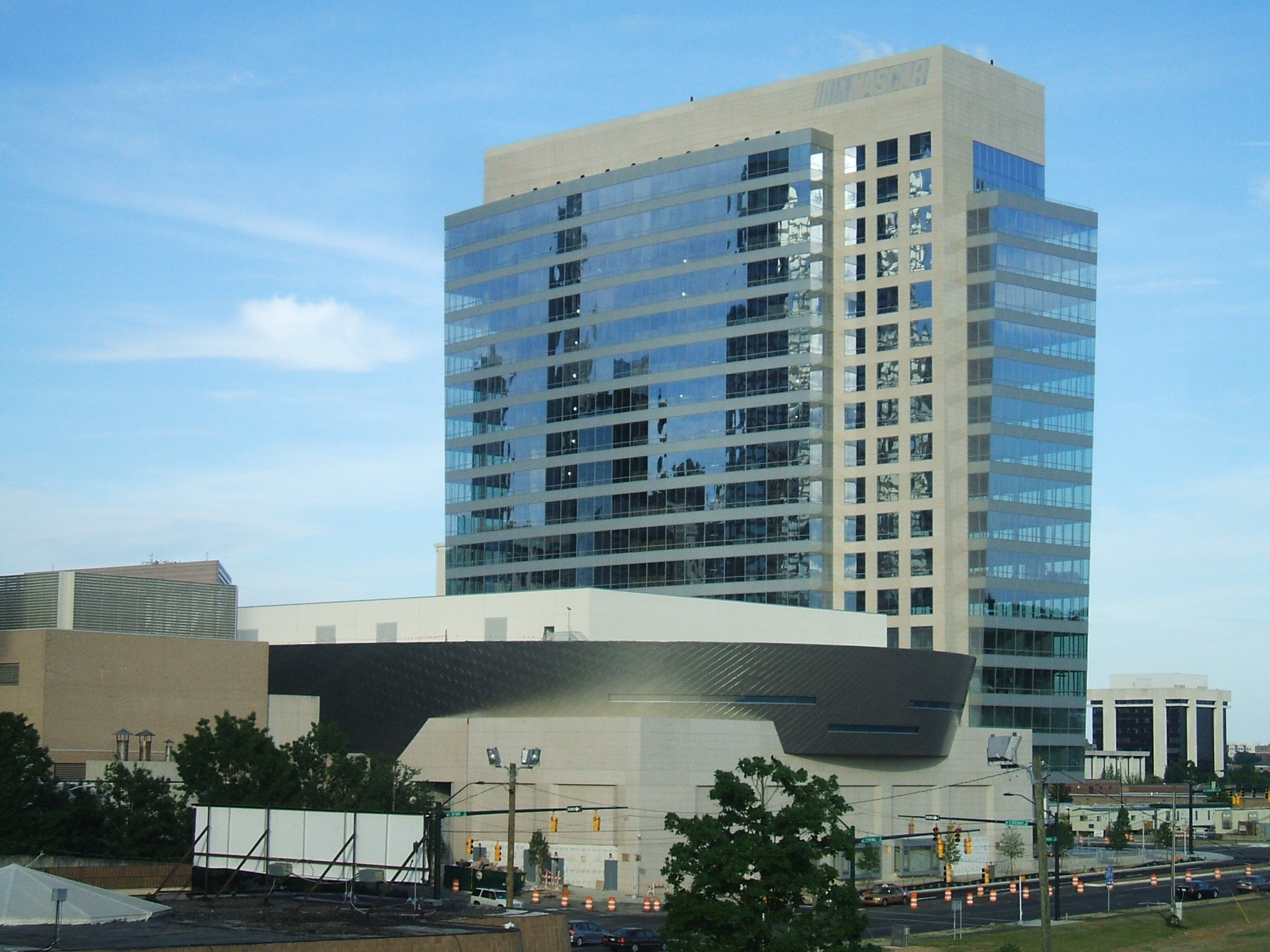
Die Hall of Fame und der NASCAR Plaza im Jahr 2009

Die NASCAR Hall of Fame ist eine Ruhmeshalle in Charlotte, North Carolina. Sie ehrt Fahrer, die außergewöhnliche Fähigkeiten in den Rennen der NASCAR gezeigt haben, bedeutende Crew Chiefs und Teambesitzer sowie andere wichtige Personen, die sich für die NASCAR engagiert haben.
Am 6. März 2006 fällte die NASCAR die Entscheidung zum Bau einer Ruhmeshalle und wählte Charlotte, North Carolina, als Standort. Am 26. Januar 2007 begannen die Bauarbeiten für das 160 Mio. US-Dollar teure Projekt, das im zweiten Quartal 2010 abgeschlossen wurde. Zusätzlich zur Hall of Fame entstand der NASCAR Plaza, ein Hochhaus mit 19 Stockwerken, welches bereits im März 2009 eröffnet wurde. In ihm befinden sich die Büros der NASCAR Hall of Fame, von NASCAR Images und NASCAR Licensing.
Verantwortlich für den Bau war die Stadt Charlotte, die auch Eigentümerin der NASCAR Hall of Fame ist. Betreiber ist die Charlotte Regional Visitors Authority.

## Standortwahl

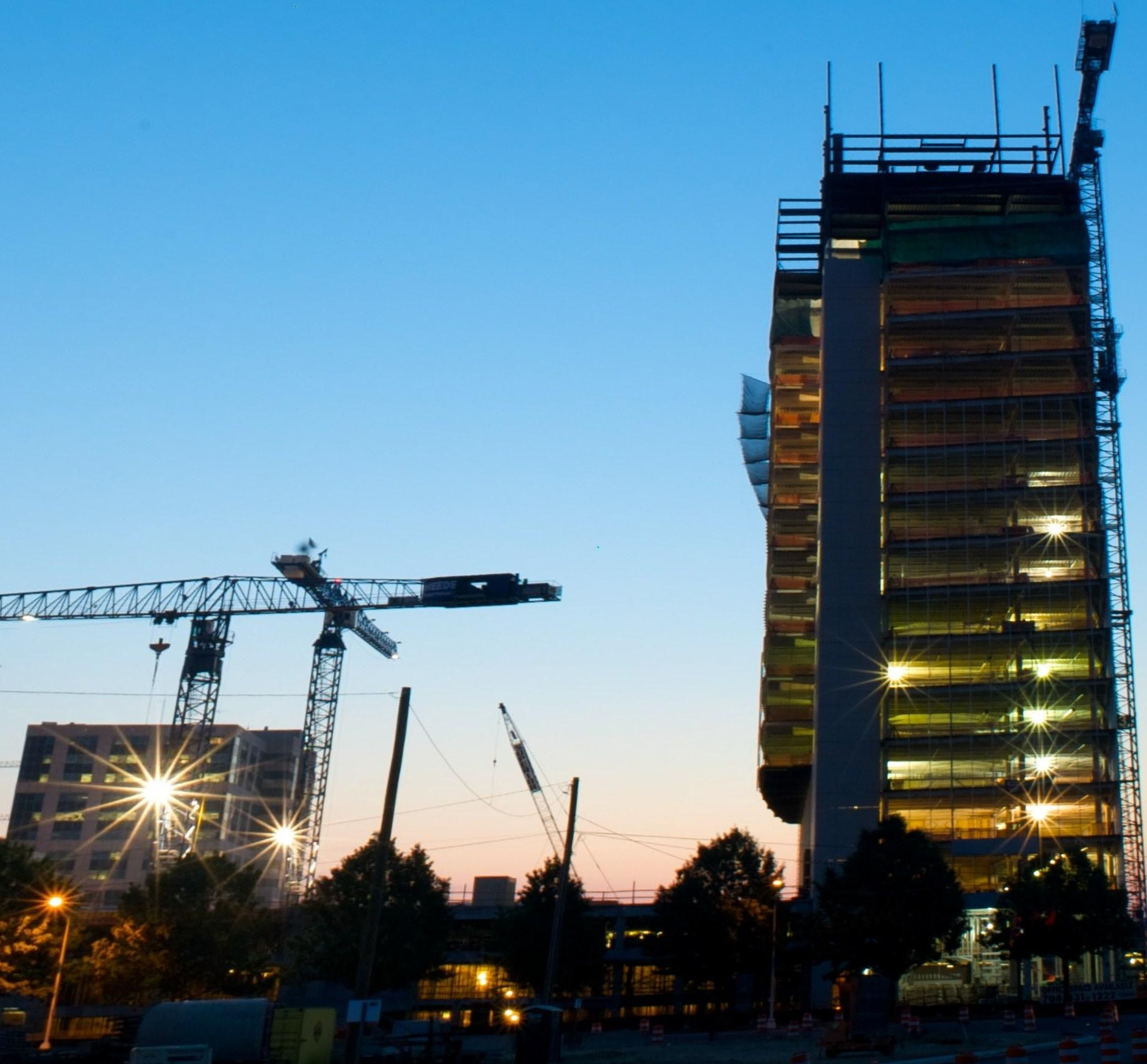
Die Hall of Fame im Juni 2008

Aufgrund der Ursprünge des US-amerikanischen Tourenwagensports in North Carolina, den vielen Büros und Verwaltungseinrichtungen der NASCAR sowie den vielen großen NASCAR-Teams, die im sogenannten „NASCAR Valley“ rund um Charlotte ansässig sind und über 73 % aller Beschäftigten im Motorsport in den Vereinigten Staaten ausmachen, war Charlotte bereits im Vorfeld Favorit bei vielen Fans und NASCAR-Kommentatoren. Als Standort wurde Uptown Charlotte gewählt, das etwa 30 Minuten südlich vom Lowe’s Motor Speedway liegt. Ein anderer wichtiger Faktor war, dass über die Hälfte aller Einwohner der Vereinigten Staaten innerhalb eines 500-Meilen-Radius rund um die Region von Charlotte leben. Die Bewerbung Charlottes wurde insbesondere von Teambesitzer Rick Hendrick, Bürgermeister Pat McCroy und führenden Vertretern der Wirtschaft in Charlotte geleitet. Der Slogan der Bewerbung lautete „Racing Was Built Here. Racing Belongs Here.“

### Andere Standorte

#### Atlanta
NASCAR-Legende Bill Elliott startete eine Werbeaktion für Atlanta, Georgia als Standort für die NASCAR Hall of Fame, die unweit des Centennial Olympic Park hätte errichtet werden sollen. Ein Argument für Atlanta war, dass aufgrund der nahegelegenen World of Coca-Cola, dem CNN Center, dem Georgia Aquarium und dem Children’s Museum of Atlanta viel mehr Besucher in die Stadt kommen würden. Über die genauen Details der Bewerbung gab es zunächst keine Informationen, da der Generalstaatsanwalt von Georgia auf Anfrage der Atlanta Journal-Constitution diese geheim halten wollte, mit diesem Vorgehen aber gegen den Georgia Open Records Act verstieß. Letztendlich sollten 25 Mio. US-Dollar vom Staat und weitere 5 Mio. US-Dollar von der Stadt Atlanta und dem Fulton County für das Projekt aufgewendet werden.

#### Daytona Beach
Obwohl Daytona Beach, Florida, Sitz der NASCAR und ebenfalls eine Stadt mit reichhaltiger Rennsportgeschichte ist, hatte die Stadt Schwierigkeiten, Geld für das Unternehmen aufzubringen. Floridas Legislative lehnte einen Gesetzesentwurf ab, mit dem Daytona Beach 30 Mio. US-Dollar für das Projekt zugestanden hätte, genehmigte nachträglich jedoch ein spezielles Autokennzeichen, aus dessen Einnahmen die Ruhmeshalle hätte finanziert werden sollen. Das mit dem Kennzeichen eingenommene Geld wurde der gemeinnützige NASCAR Foundation und Florida Sports Foundation zur Verfügung gestellt, nachdem die Wahl auf Charlotte fiel.

#### Weitere Kandidaten
Der Staat Alabama war ebenfalls als möglicher Standort im Gespräch, insbesondere die Stadt Talladega. Allerdings wurden ihr keine großen Chancen eingeräumt, da sich dort bereits die International Motorsports Hall of Fame befindet. Aus den Nordstaaten gab es nur eine Stadt, die in Erwägung zog, sich um die Ruhmeshalle zu bewerben. So bereitete die Stadt Detroit, Michigan zwar eine Bewerbung vor, die aber letztendlich nicht eingereicht wurde. So waren als weitere Städte nur noch Richmond, Virginia, und Kansas City, Kansas unter den Bewerbern. Am 5. Januar 2006 gab NASCAR bekannt, dass beide nicht mehr im Rennen wären.

## Mitglieder

### 2010
Folgende Personen wurden im Jahr 2010 in die NASCAR Hall of Fame aufgenommen:
- Dale Earnhardt, Teambesitzer und siebenmalige Winston-Cup-Meister
- Bill France senior, Gründer der NASCAR
- Bill France junior, Sohn von Bill France, Sr. Führte die NASCAR zu internationalem Ansehen
- Junior Johnson, Sechsfacher Meisterschaftsgewinner als Teambesitzer
- Richard Petty, Siebenmaliger Winston-Cup-Meister, Sieger von 200 Winsten-Cup-Rennen

Jährlich sollen jeweils fünf weitere Personen in die Hall of Fame aufgenommen werden.

### 2013
- Ander Vilariño, zweimaliger Europameister der NASCAR-Serie